# Frot

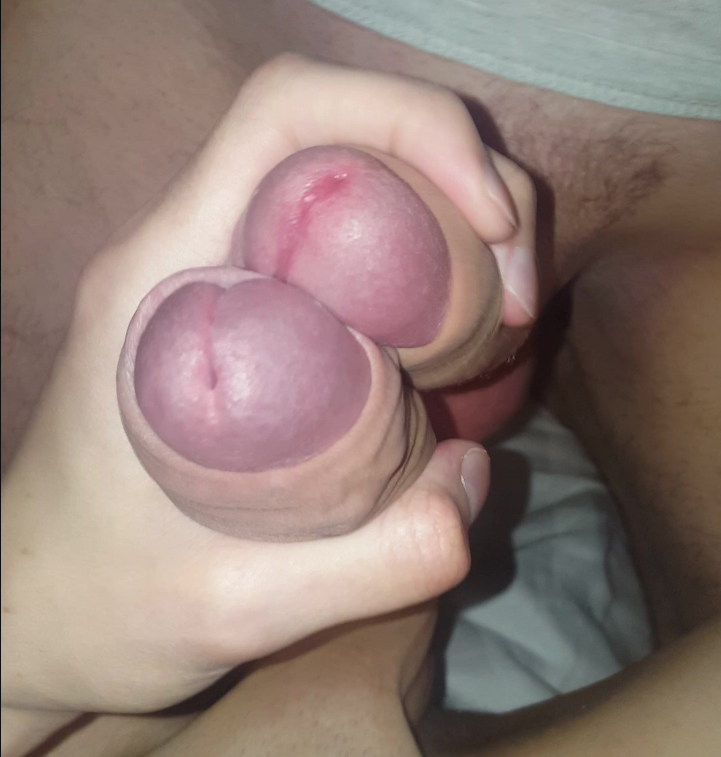
Frot: dois homens esfregando seus pênis para criarem sensações sexuais mutuamente

Frot, do francês frotter: esfregar, é uma modalididade do sexo entre homens no qual os parceiros se envolvem intensamente num ato sexual sem penetração cuja essência consiste em esfregar, masturbar ou estimular o pênis do parceiro num abraço frontal. Várias outras posições sexuais são possíveis na prática do frot. Esta modalidade de sexo pode ser agradável, uma vez que estimula mutuamente cada parceiro pelo pênis, especialmente o nervo frenulum localizado sob a glande.
O termo frot indica estimulação mútua genital masculina, por oposição aos diferentes métodos de frottage, mas às vezes é usado coloquialmente com o significado de frottage (e vice-versa). O termo pode frictation (fricção) refere-se ao significado mais amplo de frottage, mas ele também pode referir-se especificamente ao sexo com os dois pênis juntos.
Uma vez que o frot é um ato sexual sem penetração, o risco de contágio por doenças sexualmente transmissíveis que requerem o contacto direto entre as membranas mucosas e pré ou pós ejaculação é fortemente minimizado. Notavelmente, o HIV está entre as doenças que exigem tal contato direto e, portanto, é muito pouco provável que com tal prática haja esse contágio. Por outro lado, pode potencialmente proporcionar uma fonte oportuna de contaminação para determinados organismos patogênicos que só precisam de um contato da pele.
Nesta categoria estão os vírus que causam verrugas genitais e de herpes genital, os quais podem, em alguns casos, conduzir a graves problemas de saúde. Outros microorganismos que possam viajar de parceiro para parceiro durante uma sessão frot incluem "molluscum contagiosum", que, embora relativamente trivial a partir de uma perspectiva médica, pode causar um certo grau de desconforto e constrangimento. Ao mesmo tempo, deve-se entender que todas essas doenças "casualmente transmissíveis" são tão prováveis, que caso não sejam assim transmitidas, podem o ser na penetração anal.